# Aderus atlasicus
Aderus atlasicus là một loài bọ cánh cứng trong họ Aderidae. Loài này được Pic & Lindberg miêu tả khoa học năm 1932.